# La Ferté-Frênel

La Ferté-Frênel este o comună în departamentul Orne, Franța. În 1 ianuarie 2018 avea o populație de 623 de locuitori.